# Karl Dröse
Karl Dröse, född 27 december 1913 i Frankfurt am Main, död 16 september 1996 i Frankfurt am Main, var en tysk landhockeyspelare.
Dröse blev olympisk silvermedaljör i landhockey vid sommarspelen 1936 i Berlin.